# Sunil Dutt

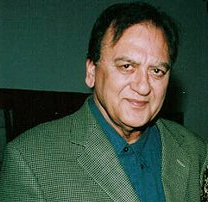
Sunil Dutt

Sunil Dutt (Hindi: सुनील दत्त, Sunīl Datt; * 6. Juni 1929 in Khurd im Distrikt Jhelam, heute Pakistan; † 25. Mai 2005 in Mumbai; bürgerlicher Name: Balraj Dutt) war ein indischer Filmschauspieler, Sozialaktivist und Politiker.

## Leben
Sein Vater starb, als er fünf Jahre alt war und er wuchs mit seinen Geschwistern bei seinem Onkel auf. Während der Teilung Britisch-Indiens zog seine Familie ins heutige Gebiet Haryana. Sunil Dutt ging ans College nach Mumbai. Während einer Nebentätigkeit bei einer englischen Werbefirma lernte er einflussreiche Filmschaffende kennen, unter anderem Nargis, die er 1958 heiratete.
1955 hatte er sein Filmdebüt. Seine Bekanntheit kam mit B. R. Chopras Ek Hi Raasta (1956). Im folgenden Jahr wurde er an der Seite von Nargis zum Star mit Mehboob Khans größtem Werk Mother India, der fünf Filmfare Awards erhielt und für den Oscar für den besten fremdsprachigen Film nominiert wurde. Dutt spielte Birju, den rebellischen Sohn von Radha (Nargis), den diese am Ende aus Prinzipientreue erschießt.
In den 1960er Jahren stand Sunil Dutt auf dem Höhepunkt seiner Karriere. Er trat unter anderem in B. R. Chopras Sadhna (1958) und Humraaz (1967), sowie Yash Chopras Waqt (1965) auf und bildete Filmpaare mit Vyjayantimala, Waheeda Rehman, Nutan (Sujata (1959)) und Meena Kumari. Er trat in 100 Filmen auf.
1968 wurde Sunil Dutt mit dem Padma Shri ausgezeichnet. Er lancierte seinen Sohn Sanjay 1981 in Bollywood, dem Jahr, als seine Frau Nargis an Krebs starb. Danach trat er von der Filmarbeit zurück und widmete sich der Krebshilfe, wofür er die Nargis Dutt Foundation gründete. Auch in der Politik auf Seiten des Indian National Congress engagierte er sich. Dutt reiste auf Friedensmission in Krisenregionen Südasiens – in Indien und seinen Nachbarländern – und unterstützte die Sozialarbeit von NGOs. Seit 1984 gewann er regelmäßig für seinen Nordwest-Mumbaier Wahldistrikt einen Sitz im Parlament. 1993 legte Sunil Dutt sein Parlamentsmandat aus Protest gegen den Umgang mit Demonstranten bei Unruhen in Mumbai nieder. 2004 wurde Sunil Dutt Sport- und Jugendminister seines Landes im Kabinett Manmohan Singh I. Er starb im Jahr darauf an einem Herzinfarkt. Seine Tochter Priya übernahm nach seinem Tod seine politische Position im Mumbaier Wahldistrikt.
Private Probleme hatte Dutt mit seinem Sohn Sanjay, der in den 1980er Jahren drogenabhängig und in den 1990er Jahren in Mafiastrukturen verstrickt war.

## Filmografie
- 1955: Kundan
- 1955: Railway Platform
- 1956: Kismet Ka Khel
- 1956: Ek-Hi-Rasta
- 1956: Rajdhani
- 1957: Mother India
- 1957: Payal
- 1958: Sadhna
- 1958: Post Box 999
- 1959: Didi
- 1959: Insaan Jaag Utha
- 1960: Sujata
- 1960: Duniya Jhukti Hai
- 1960: Ek Phool Char Kante
- 1960: Hum Hindustani
- 1960: Usne Kaha Tha
- 1961: Chhaya
- 1962: Main Chup Rahungi
- 1962: Jhoola
- 1963: Gumrah
- 1963: Aaj Aur Kal
- 1963: Schrei nach Leben (Mujhe Jeene Do)
- 1963: Nartakee
- 1963: Yeh Rastey Hain Pyar Ke
- 1964: Beti Bete
- 1964: Yaadein
- 1964: Gazal
- 1965: Waqt
- 1965: Khandaan
- 1966: Gaban
- 1966: Mera Saaya
- 1966: Amrapali
- 1967: Milan
- 1967: Hamraaz
- 1967: Mehrban
- 1968: Padosan
- 1968: Gauri
- 1968: Sadhu Aur Shaitaan
- 1969: Pyasi Sham
- 1969: Bhai Bahen
- 1969: Chirag
- 1969: Meri Bhabhi
- 1970: Bhai Bhai
- 1970: Darpan
- 1971: Reshma Aur Shera
- 1971: Jwala
- 1972: Jai Jwala
- 1972: Zameen Aasmaan
- 1972: Zindagi Zindagi
- 1973: Heera
- 1973: Man Jeete Jag Jeet
- 1974: Kora Badan
- 1974: Geetaa Mera Naam
- 1974: 36 Ghante
- 1974: Pran Jaye Par Vachan Na Jaye
- 1974: Dukh Bhanjan Tera Naam
- 1975: Zakhmee
- 1975: Himalay Se Ooncha
- 1975: Umar Qaid
- 1975: Neelima
- 1976: Nagin
- 1976: Nehle Pe Dehlaa
- 1977: Paapi
- 1977: Charandas
- 1977: Darinda
- 1977: Aakhri Goli
- 1977: Sat Sri Akal
- 1978: Kaala Aadmi
- 1978: Ram Kasam
- 1979: Muqabla
- 1979: Jaani Dushman
- 1979: Ahinsa
- 1979: Salaam Memsaab
- 1980: Lahu Pukarega
- 1980: Yari Dushmani
- 1980: Shaan
- 1980: Ek Gunah Aur Sahi
- 1980: Ganga Aur Suraj
- 1981: Rocky
- 1982: Badle Ki Aag
- 1982: Dard Ka Rishta
- 1984: Raaj Tilak
- 1984: Laila
- 1984: Yaadon Ki Zanjeer
- 1985: Faasle
- 1986: Kala Dhanda Goray Log
- 1986: Mangal Dada
- 1987: Watan Ke Rakhwale
- 1988: Dharamyudh
- 1991: Yeh Aag Kab Bujhegi
- 1991: Kurbaan
- 1991: Pratigyabadh
- 1991: Hai Meri Jaan
- 1992: Virodhi
- 1993: Kshatriya
- 1993: Parampara
- 1993: Phool
- 2003: Munna Bhai: Lachen macht gesund (Munna Bhai M.B.B.S.)

## Auszeichnungen
| Preisverleihung                                                                                     | Kategorie  | Resultat  | Datum |
| --------------------------------------------------------------------------------------------------- | ---------- | --------- | ----- |
| Filmfare Award für seine Rolle in Schrei nach Leben                                                 | Best Actor | Gewonnen  | 1964  |
| Filmfare Award für seine Rolle in Khandaan (1965)                                                   | Best Actor | Gewonnen  | 1966  |
| Filmfare Award für seine Rolle in Milan                                                             | Best Actor | Nominiert | 1968  |
| Goldener Bär der Internationalen Filmfestspiele Berlin, als Teil des Ensembles von Reshma Aur Shera | unbekannt  | Nominiert | 1972  |
| Lifetime Achievement Award der Filmfare Awards                                                      | unbekannt  | Gewonnen  | 1996  |
| Star Screen Award                                                                                   | Lebenswerk | Gewonnen  | 1997  |
| Zee Cine Award                                                                                      | Lebenswerk | Gewonnen  | 2001  |